# Henrik Fisker

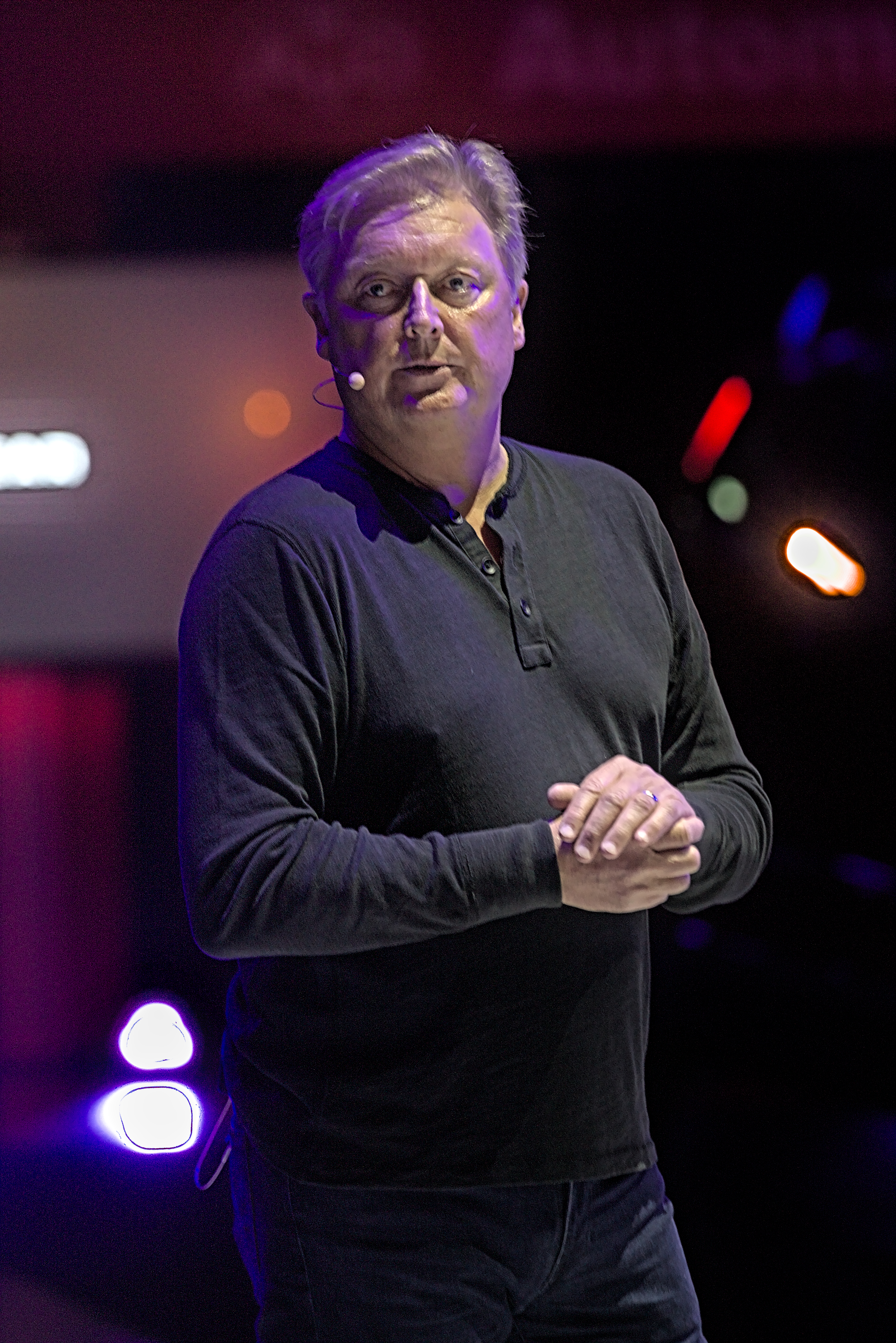
Henrik Fisker, 2023

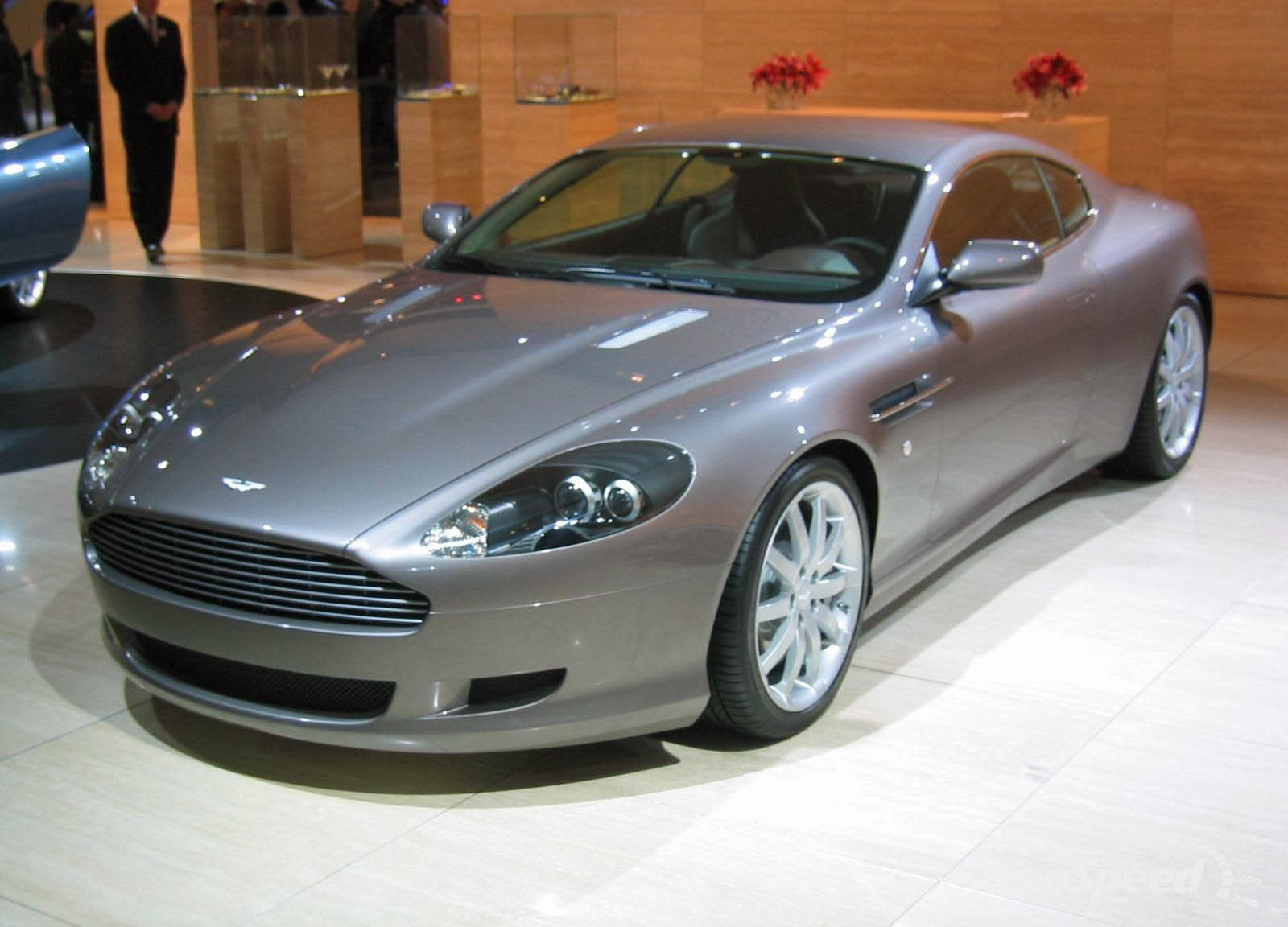
Der von Fisker entworfene Aston Martin DB9, 2004

Henrik Fisker (* 10. August 1963 in Dänemark) ist ein Automobildesigner und CEO. Bekannte Arbeiten von ihm sind der BMW Z8 und der Aston Martin DB9.
Fisker studierte bis 1989 an der Schweizer Zweigstelle des kalifornischen Art Center College of Design. Nach dem Studium begann er im Münchner Designzentrum von BMW zu arbeiten. Dort war er für die 1997 auf der Tokyo Motor Show gezeigte Sportwagenstudie Z07 zuständig, die als Grundlage des späteren Serienmodells BMW Z8 diente. 2000 wurde er Präsident und CEO von DesignworksUSA, einer Tochtergesellschaft von BMW in Kalifornien. 
2001 wechselte er zu Ford, um dort für das Design von Aston Martin verantwortlich zu zeichnen. Hier entwarf er den DB9 und den V8 Vantage. Bei Aston Martin saß er auch im Aufsichtsrat. 2003 wurde er Chef des Global Advanced Design Studio von Ford in Irvine, Kalifornien.
Später verließ er Ford, um sich zusammen mit Bernhard Köhler unter dem Firmennamen Fisker Coachbuild LLC selbständig zu machen. Auf der Basis von Serienfahrzeugen wie dem BMW 6er oder dem Mercedes-Benz SL produzierten sie eigene Entwürfe in Handarbeit. 
Neben der eigenen Firma war Fisker auch in Auftragsarbeiten aktiv, wie 2007 für Artega und für Tesla Motors. Dort arbeitete er am Karosseriedesign für einen geplanten viertürigen Plug-in-Hybrid. Ende 2007 gründete Fisker dann das Joint-Venture Fisker Automotive zusammen mit Quantum Technologies. Die Firma entwickelt den Fisker Karma, eine viertürige Plug-in-Hybrid-Limousine. Von Tesla Motors wurde er 2008 wegen Industriespionage verklagt. Tesla Motors sagte, dass Fisker den 875.000-$-Auftrag annahm, um an geheime Informationen von Tesla zu gelangen.
Das Unternehmen meldete am 22. November 2013 Insolvenz an und wurde im Februar 2014 an den Wanxiang-Konzern verkauft. 2016 gründete Henrik Fisker unter gleichem Markennamen einen neuen Automobilhersteller, Fisker Inc., welches im Jahr 2024 Insolvenz anmeldete.
Mitte 2018 stieg Fisker als Beirat bei der Innovationsplattform motec ventures ein.